# Senqed
Senqed war ein  hoher altägyptischer Würdenträger am Ende der 18. Dynastie (Neues Reich) unter König Tutanchamun. Er trug den Titel „Vorsteher der Ammen“. Senqed ist bisher mit Sicherheit von seinem Grab bei Achmim und seinem Sarkophag aus Sakkara bekannt. Dieses teilte er mit Sennedjem, der der Haupteigentümer war. Das Grab ist durch Inschriften, die Tutanchamun nennen, unter diesen Herrscher datiert. Das Andenken von Sennedjem ist im Grab mehrmals verfolgt worden. Sein Name in den Inschriften ist zerstört. Sennedjem fiel also am Ende seiner Karriere in Ungnade. Das Andenken des Senqed ist anscheinend nicht verfolgt worden. Senqed ist auch von seinem Sarkophag bekannt, der sich in Sakkara fand und Senqed auf dem Deckel im Gewand der Lebenden zeigt. Dieser Sargtyp ist typisch für das Ende der 18. Dynastie und für die 19. Dynastie. Der Fundort weit weg vom Grab ist ungewöhnlich, doch scheint der Sarkophag produziert worden zu sein, kurz bevor das Grab in Achmim als Bestattungsort aufgegeben wurde. Der Sarkophag wurde also nie nach Achmim transportiert und mag für ein zweites Grab von Senqed in Sakkara bestimmt gewesen sein.